# 평양시의 마천루 목록

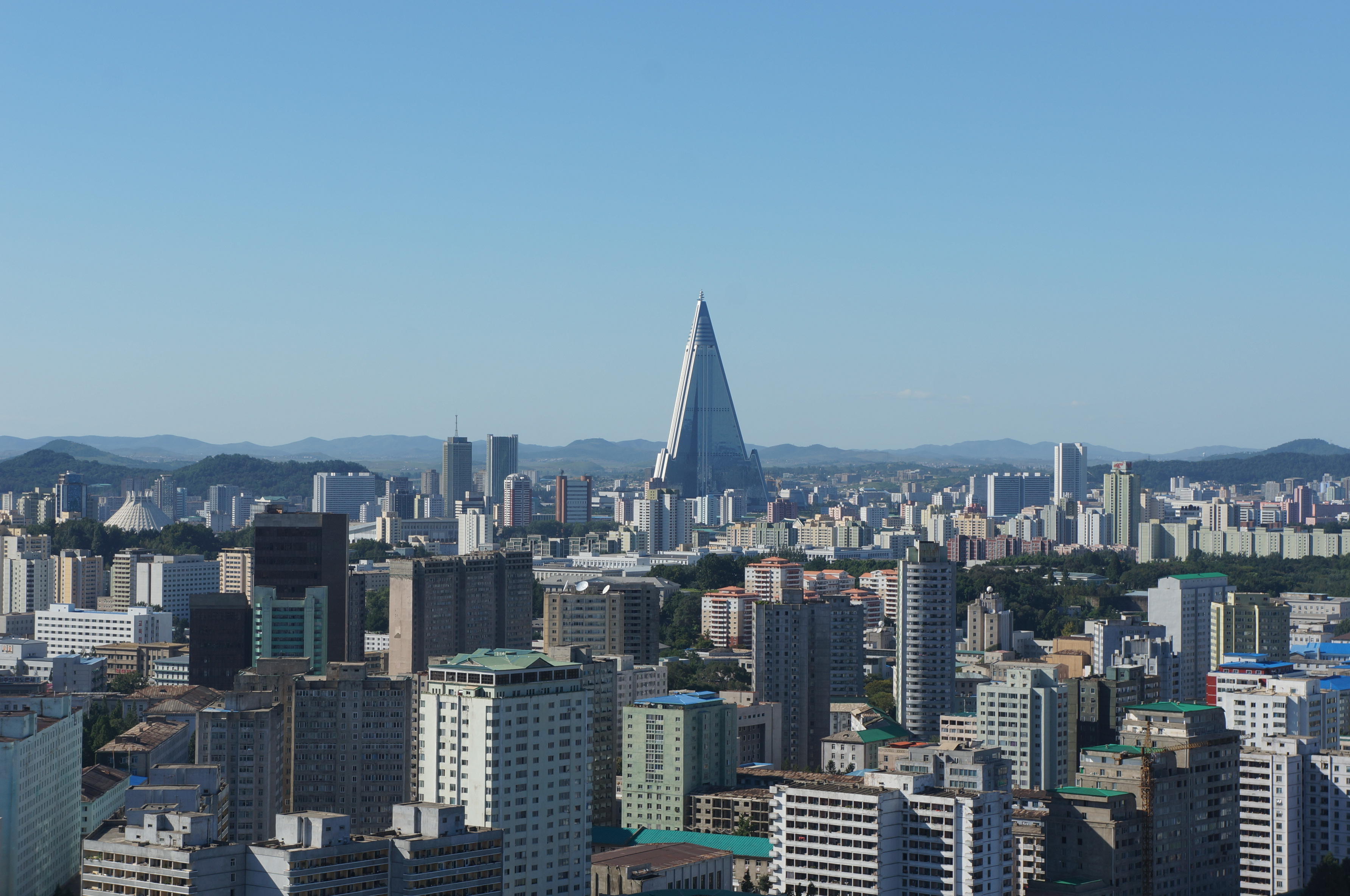
류경호텔이 있다.

조선민주주의인민공화국의 수도 평양시의 마천루 목록이다.

## 역사
1979년에 평양 아파트 타워 1동, 2동(32층, 105m)가 완공되었고 1985년에 고려호텔 1동, 2동(45층, 148m)이 완공되었고 1995년에 양각도국제호텔(47층, 170m)이 완공되었고 2015년에 미래과학자거리 은하 타워(53층, 210m)가 완공되었고 2017년 려명거리 82층 아파트(82층, 270m)가 완공되었고 2022년에 송화거리 메인 타워(80층, 300m)가 완공되었다.

## 파노라마

평양시의 파노라마.

## 가장 높은 마천루
| 순위 | 이름                               | 사진 | 도시          | 높이 | 층수  | 완공 연도 | 비고                                                                        |
| ---- | ---------------------------------- | ---- | ------------- | ---- | ----- | --------- | --------------------------------------------------------------------------- |
| 1    | 류경호텔                           |      | 보통강구역    | 330m | 101층 | 미정      | 1987년 건설이 시작되었고 1992년에 공사가 중단되었다.                        |
| 2    | 송화거리 메인 타워                 |      | 동대원구역    | 300m | 80층  | 2022년    | 평양의 새살림거리                                                           |
| 3    | 려명거리 82층 아파트               |      | 대성구역      | 270m | 82층  | 2017년    | 평양의 려명거리                                                             |
| 4    | 화성지구 쌍둥이 아파트 1동         |      | 평양시        | 255m | 60층  | 2023년    |                                                                             |
| 5    | 전위거리 타워 1동                  |      | 평양시        | 250m | 80층  | 2024년    | 2023년 2월에 공사가 시작되어 10월에 완공되었다.                             |
| 6    | 려명거리 70층 아파트               |      | 대성구역      | 240m | 70층  | 2017년    | 평양의 려명거리                                                             |
| 7    | 전위거리 타워 2동                  |      | 평양시        | 235m | 60층  | 2024년    | 2023년 2월에 공사가 시작되어 10월에 완공되었다.                             |
| 8=   | 려명거리 55층 아파트               |      | 대성구역      | 210m | 55층  | 2017년    | 평양의 려명거리                                                             |
| 8=   | 미래과학자거리 은하 타워           |      | 중구역        | 210m | 53층  | 2015년    | 미래과학자거리의 일부다. 2015년에 준공되었다.                               |
| 10   | 려명거리 50층 아파트               |      | 대성구역      | 200m | 50층  | 2017년    | 평양의 려명거리                                                             |
| 11   | 대동강 아파트 1동                  |      | 중구역        | 172m | 50층  | 2015년    | 미래과학자거리의 일부다.                                                    |
| 12   | 양각도국제호텔                     |      | 중구역        | 170m | 47층  | 1995년    | 이 호텔은 평양의 대동강에 있는 섬에 위치하고 있다.                          |
| 13=  | 화성지구 빨강 쌍둥이 아파트 1동    |      | 평양시        | 168m | 40층  | 2023년    |                                                                             |
| 13=  | 화성지구 빨강 쌍둥이 아파트 2동    |      | 평양시        | 168m | 40층  | 2023년    |                                                                             |
| 15   | 화성지구 쌍둥이 아파트 2동         |      | 평양시        | 167m | 40층  | 2023년    |                                                                             |
| 16=  | 김책공업종합대학 교육자 아파트 1동 |      | 중구역        | 165m | 46층  | 2014년    | 미래과학자거리의 일부다.                                                    |
| 16=  | 김책공업종합대학 교육자 아파트 2동 |      | 중구역        | 165m | 46층  | 2014년    | 미래과학자거리의 일부다.                                                    |
| 18=  | 만수대 아파트 1단지                |      | 중구역        | 155m | 45층  | 2012년    | 만수대 아파트 단지의 일부다.                                                |
| 18=  | 만수대 아파트 2단지                |      | 중구역        | 155m | 45층  | 2012년    | 만수대 아파트 단지의 일부다.                                                |
| 20=  | 려명거리 40층 아파트               |      | 대성구역      | 153m | 40층  | 2017년    | 려명거리                                                                    |
| 20=  | 김일성종합대학 교육자 아파트 1동   |      | 평양시        | 153m | 45층  | 2013년    | 이 건물은 평양의 장용2동 지역에 위치하고 있다.                              |
| 22=  | 미래과학자거리 트윈 타워 1동       |      | 중구역        | 150m | 38층  | 2016년    | 미래과학자거리의 일부다.                                                    |
| 22=  | 미래과학자거리 트윈 타워 2동       |      | 중구역        | 150m | 38층  | 2016년    | 미래과학자거리의 일부다.                                                    |
| 22=  | 룡흥동 아파트                      |      | 대성구역      | 150m | 35층  | 2010년    | 건물은 룡흥2동 구역에 위치하고 있다.                                        |
| 22=  | 청류 타워 1동                      |      | 대성구역      | 150m | 40층  | 2017년    | 평양의 려명거리                                                             |
| 22=  | 평양조선노동당과학자아파트         |      | 평양시        | 150m | 42층  | 1986년    |                                                                             |
| 27=  | 대동강 아파트 2동                  |      | 중구역        | 148m | 40층  | 2015년    | 미래과학자거리의 일부다.                                                    |
| 27=  | 고려호텔 1동                       |      | 중구역        | 148m | 45층  | 1985년    | 호텔은 동흥동 창광거리에 위치해 있다.                                       |
| 27=  | 고려호텔 2동                       |      | 중구역        | 148m | 45층  | 1985년    | 호텔은 동흥동 창광거리에 위치해 있다.                                       |
| 30   | 광복거리 아파트 1동                |      | 만경대지구    | 144m | 42층  | 1989년    | 그것은 만경대구역에 위치하고 있다.                                          |
| 31   | 려명거리 35층 아파트               |      | 대성구역      | 140m | 35층  | 2017년    | 평양의 려명거리                                                             |
| 32   | 평양정보센터                       |      | 평양시        | 139m | 42층  | 1986년    |                                                                             |
| 33   | 만수대 아파트 3단지                |      | 중구역        | 137m | 40층  | 2012년    | 만수대 아파트 단지의 일부다.                                                |
| 34   | 려명거리 빌딩                      |      | 평양시        | 135m | 30층  | 2017년    |                                                                             |
| 35   | 사무국 아파트                      |      | 평양시        | 133m | 40층  | 1987년    |                                                                             |
| 36   | 김일성종합대학 교육자 아파트 2동   |      | 평양시        | 131m | 37층  | 2013년    | 이 건물은 평양의 장용2동 지역에 위치하고 있다.                              |
| 37=  | 청류 타워 2동                      |      | 대성구역      | 130m | 35층  | 2017년    | 평양의 려명거리                                                             |
| 37=  | 미래과학자거리 초록 타워 1동       |      | 중구역        | 130m | 35층  | 2016년    | 미래과학자거리의 일부다.                                                    |
| 37=  | 미래과학자거리 초록 타워 2동       |      | 중구역        | 130m | 35층  | 2016년    | 미래과학자거리의 일부다.                                                    |
| 40=  | 려명거리 오렌지 아파트             |      | 평양시        | 125m | 34층  | 1987년    |                                                                             |
| 40=  | 미래과학자거리 파랑 타워 1동       |      | 중구역        | 125m | 24층  | 2016년    | 미래과학자거리의 일부다.                                                    |
| 42=  | 팔골동 아파트 1동                  |      | 만경대지구    | 124m | 40층  | 1989년    | 그것은 만경대구역에 위치하고 있다.                                          |
| 42=  | 팔골동 아파트 2동                  |      | 만경대지구    | 124m | 40층  | 1989년    | 그것은 만경대구역에 위치하고 있다.                                          |
| 42=  | 팔골동 아파트 3동                  |      | 만경대지구    | 124m | 40층  | 1989년    | 그것은 만경대구역에 위치하고 있다.                                          |
| 42=  | 안사스 아파트 A동                  |      | 평양시        | 124m | 36층  | 2018년    | 김일성광장 근처 주거용 마천루다. 새로운 아파트는 아마 공무원에게 갈 것이다. |
| 42=  | 경림 아파트 A동                    |      | 평양시        | 124m | 36층  | 2017년    |                                                                             |
| 47=  | 광복거리 아파트 3동                |      | 만경대지구    | 122m | 35층  | 1989년    | 그것은 만경대구역에 위치하고 있다.                                          |
| 47=  | 광복거리 아파트 4동                |      | 만경대지구    | 122m | 35층  | 1989년    | 그것은 만경대구역에 위치하고 있다.                                          |
| 47=  | 광복거리 아파트 5동                |      | 만경대지구    | 122m | 35층  | 1989년    | 그것은 만경대구역에 위치하고 있다.                                          |
| 47=  | 통안 아파트 2동                    |      | 평양시        | 122m | 36층  | 2013년    | 건물은 통안동 지역에 위치하고 있다.                                         |
| 47=  | 통안 아파트 3동                    |      | 평양시        | 122m | 36층  | 2013년    | 건물은 통안동 지역에 위치하고 있다.                                         |
| 52=  | 김책공업종합대학 교육자 아파트 3동 |      | 중구역        | 120m | 30층  | 2016년    | 미래과학자거리의 일부다.                                                    |
| 52=  | 김책공업종합대학 교육자 아파트 4동 |      | 중구역        | 120m | 30층  | 2016년    | 미래과학자거리의 일부다.                                                    |
| 52=  | 대동강 아파트 3동                  |      | 중구역        | 120m | 30층  | 2015년    | 미래과학자거리의 일부다.                                                    |
| 52=  | 통안동 아파트 1동                  |      | 평양시        | 120m | 35층  | 2017년    | 이 건물은 평양의 통안동 초등학교와 인접해 있다.                             |
| 52=  | 통안동 아파트 2동                  |      | 평양시        | 120m | 35층  | 2017년    | 이 건물은 평양의 통안동 초등학교와 인접해 있다.                             |
| 57=  | 류성 아파트 1동                    |      | 평양시        | 116m | 34층  | 2017년    | 건물은 평양의 욕존동 중앙 기차역 근처에 있다.                               |
| 57=  | 오에성 아파트 1동                  |      | 평양시        | 116m | 34층  | 2016년    | 건물은 오성동 지역에 있다.                                                  |
| 59=  | 금성 아파트 1동                    |      | 룡남산지구    | 115m | 32층  | 2017년    | 평양의 려명거리                                                             |
| 59=  | 금성 아파트 2동                    |      | 룡남산지구    | 115m | 32층  | 2017년    | 평양의 려명거리                                                             |
| 61=  | 만수대 아파트 6단지                |      | 중구역        | 110m | 32층  | 2012년    | 만수대 아파트 단지의 일부다.                                                |
| 61=  | 만수대 아파트 7단지                |      | 중구역        | 110m | 32층  | 2012년    | 만수대 아파트 단지의 일부다.                                                |
| 61=  | 룡남 타워                          |      | 룡남산지구    | 110m | 30층  | 2017년    | 평양의 려명거리                                                             |
| 61=  | 안사스 아파트 B동                  |      | 평양시        | 110m | 32층  | 2018년    | 평양 통가의 초등학교 근처에 지어졌다.                                       |
| 61=  | 경림 아파트 B동                    |      | 평양시        | 110m | 32층  | 2017년    |                                                                             |
| 65   | 오탄-강안 아파트                   |      | 평양시        | 109m | 32층  | 2014년    | 건물은 오탄-강안 아파트다.                                                  |
| 66   | 청년호텔                           |      | 만경대지구    | 107m | 30층  | 1989년    | 호텔은 만경대구역 광복거리에 있다.                                          |
| 67=  | 원기둥 아파트 1동                  |      | 평양시        | 105m | 33층  | 1985년    |                                                                             |
| 67=  | 원기둥 아파트 2동                  |      | 평양시        | 105m | 33층  | 1985년    |                                                                             |
| 67=  | 원기둥 아파트 3동                  |      | 평양시        | 105m | 33층  | 1985년    |                                                                             |
| 67=  | 천송 타워                          |      | 룡남산지구    | 105m | 30층  | 2017년    | 평양의 려명거리                                                             |
| 67=  | 평양 아파트 타워 1동               |      | 평양시        | 105m | 32층  | 1979년    | 건물은 서성, 고려호텔 근처에 있다.                                          |
| 67=  | 평양 아파트 타워 2동               |      | 평양시        | 105m | 32층  | 1979년    |                                                                             |
| 67=  | 영흥 타워                          |      | 중구역        | 105m | 30층  | 2017년    | 평양의 려명거리                                                             |
| 67=  | 영흥 아파트 1동                    |      | 중구역        | 105m | 30층  | 2017년    | 평양의 려명거리                                                             |
| 67=  | 영흥 아파트 2동                    |      | 중구역        | 105m | 30층  | 2017년    | 평양의 려명거리                                                             |
| 76=  | 미래그린타워                       |      | 평양시        | 103m | 34층  | 2015년    |                                                                             |
| 76=  | 대동강 아파트 3동                  |      | 평양시 중구역 | 103m | 34층  | 2015년    | 미래과학자거리의 일부다.                                                    |
| 76=  | 욕존 아파트 1동                    |      | 평양시        | 103m | 30층  | 2010년    | 건물은 오탄-강안 주변에 있다.                                               |
| 76=  | 욕존 아파트 2동                    |      | 평양시        | 103m | 30층  | 2010년    | 건물은 오탄-강안 주변에 있다.                                               |
| 76=  | 만수대 아파트 4단지                |      | 중구역        | 103m | 30층  | 2012년    | 만수대 아파트 단지의 일부다.                                                |
| 76=  | 만수대 아파트 5단지                |      | 중구역        | 103m | 30층  | 2012년    | 만수대 아파트 단지의 일부다.                                                |
| 76=  | 서산호텔                           |      | 만경대구역    | 103m | 30층  | 1989년    | 호텔은 평양의 만경대지구에 위치하고 있다.                                   |
| 76=  | 통안 아파트 1동                    |      | 평양시        | 103m | 30층  | 2013년    | 건물은 통안동 지역에 위치하고 있다.                                         |
| 84   | 신영타워                           |      | 평양시        | 102m | 30층  | 1985년    |                                                                             |
| 85   | 서송 아파트                        |      | 평양시        | 101m | 27층  | 2013년    | 이 건물은 포통 강의 손교 근처에 위치하고 있다.                              |
| 86=  | 과학기술전당타워                   |      | 평양시        | 100m | 22층  | 2016년    |                                                                             |
| 86=  | 미래과학자거리 파랑 타워 2동       |      | 중구역        | 100m | 27층  | 2016년    | 미래과학자거리의 일부다.                                                    |
| 86=  | 미래과학자거리 파랑 타워 3동       |      | 중구역        | 100m | 27층  | 2016년    | 미래과학자거리의 일부다.                                                    |
| 86=  | 골드 클라드 타워                   |      | 평양시        | 100m | 24층  | 2015년    | 그 건물의 또 다른 이름은 "류경 슈퍼마켓"                                    |
| 86=  | 류성 아파트 2동                    |      | 평양시        | 100m | 30층  | 2018년    | 평양 통가의 초등학교 근처에 지어졌다.                                       |
| 86=  | 통안동 아파트 3동                  |      | 평양시        | 100m | 30층  | 2018년    | 평양의 중앙 기차역 근처에 지어졌다.                                         |
| 86=  | 통안동 아파트 4동                  |      | 평양시        | 100m | 30층  | 2018년    | 김일성광장 근처 주거용 마천루다. 새로운 아파트는 아마 공무원에게 갈 것이다. |
| 86=  | 류경금빛상업중심                   |      | 평양시        | 100m | 24층  | 2015년    |                                                                             |
| 86=  | 창광동 아파트 1동                  |      | 평양시        | 100m | 30층  | 1985년    |                                                                             |
| 86=  | 창광동 아파트 2동                  |      | 평양시        | 100m | 30층  | 1985년    |                                                                             |
| 86=  | 창광동 아파트 3동                  |      | 평양시        | 100m | 30층  | 1985년    |                                                                             |
| 86=  | 창광동 아파트 4동                  |      | 평양시        | 100m | 30층  | 1985년    |                                                                             |
| 86=  | 천리마타워                         |      | 평양시        | 100m | 30층  | 1982년    |                                                                             |

## 구조물
최소 2층과 최소 150m 이상의 목록이다.
| 이름           | 사진 | 위치       | 높이 | 층수 | 완공   | 비고                           |
| -------------- | ---- | ---------- | ---- | ---- | ------ | ------------------------------ |
| 주체사상탑     |      | 동대원구역 | 170m | 2층  | 1982년 | 세계에서 가장 높은 석조탑이다. |
| 평양텔레비죤탑 |      | 모란봉구역 | 150m | 3층  | 1967년 |                                |

## 미완공 마천루

### 공사중인 마천루
공사중인 평양시의 마천루이다.
| 이름         | 위치   | 높이 | 층수 | 완공 | 비고 |
| ------------ | ------ | ---- | ---- | ---- | --- |
| 고려호텔 3동 | 중구역 | 148m | 45층 | 미정 | 2012년에 공사가 시작되었으며, 2013년 말에 중단되었다. 호텔 공사 재개 이후 2018년 평창 동계 올림픽 이전에 개장할 예정이었다. |

### 취소된 마천루
취소된 평양시의 마천루이다.
| 이름              | 위치   | 높이 | 층수 | 비고 |
| ----------------- | ------ | ---- | ---- | --- |
| KKG 애비뉴        | 평양시 | 274m | 63층 | 그것은 서비스와 호텔 센터를 건설하는 비전이었다. 현재 미래과학자거리라는 또 다른 프로젝트가 건설 계획 현장에서 시행되고 있다. |
| KKG 애비뉴 호텔 1 | 평양시 | 192m | 50층 | 2008년부터 새로운 호텔 단지를 건설하는 것이다. 현재 이 지역은 미래과학자거리에 위치하고 있다.                                 |
| KKG 애비뉴 호텔 2 | 평양시 | 192m | 50층 | 2008년부터 새로운 호텔 단지를 건설하는 것이다. 현재 이 지역은 미래과학자거리에 위치하고 있다.                                 |

## 역대 최고층 마천루
1979년부터 현재까지 조선민주주의인민공화국의 수도 평양시의 최고층 마천루 목록이다.
| 시기            | 이름                      | 사진 | 위치       | 높이 | 층수 | 완공   | 비고                                               |
| --------------- | ------------------------- | ---- | ---------- | ---- | ---- | ------ | -------------------------------------------------- |
| 1979년 ~ 1985년 | 평양 아파트 타워 1동, 2동 |      | 평양시     | 105m | 32층 | 1979년 | 건물은 서성, 고려호텔 근처에 있다.                 |
| 1985년 ~ 1995년 | 고려호텔 1동, 2동         |      | 중구역     | 148m | 45층 | 1985년 | 호텔은 동흥동 창광거리에 위치해 있다.              |
| 1995년 ~ 2015년 | 양각도국제호텔            |      | 중구역     | 170m | 47층 | 1995년 | 이 호텔은 평양의 대동강에 있는 섬에 위치하고 있다. |
| 2015년 ~ 2017년 | 미래과학자거리 은하 타워  |      | 중구역     | 210m | 53층 | 2015년 | 미래과학자거리의 일부다. 2015년에 준공되었다.      |
| 2017년 ~ 2022년 | 려명거리 82층 아파트      |      | 대성구역   | 270m | 82층 | 2017년 | 평양의 려명거리                                    |
| 2022년 ~ 현재   | 송화거리 메인 타워        |      | 동대원구역 | 282m | 80층 | 2022년 | 평양의 새살림거리                                  |

## 같이 보기
- 평양시
- 마천루 목록
- 아시아의 마천루 목록
- 조선민주주의인민공화국의 마천루 목록